# Blok Zmian i Reform
Blok Zmian i Reform − grupa parlamentarna w libańskim Zgromadzeniu Narodowym, która powstała w 2005 roku (21 deputowanych, a po wyborach w 2009 roku liczy 27 członków), reprezentująca okręgi: Al-Matin, Bejrut 2, Kasarwan-Dżubajl, Dżezzin, Babda, Alajh, Baalbek-Hirmil, Zgharta. Polityczny sojusznik Hezbollahu. Sekretarzem generalnym jest Ibrahim Kanaan.

## Członkowie
Obecni:
- Wolny Ruch Patriotyczny
- El Marada
- Partia Dasznak
- Libańska Partia Demokratyczna

Byli:
- Blok Skaff
- Blok Michela Murra

## Lista obecnych deputowanych Bloku
Michel Aoun, Gilberte Zouein, Jusuf Chalil, Walid al-Churi, Farid Khazen, Abbas Hachem, Nimatallah Abi Nasr, Ibrahim Kanaan, Nabil Nicolas, Edgar Maalouf, Ghassan Moukhayber, Salim Salhab, Hagop Pakradonian, Sulajman Tony Farandżijja, Estphen Douaihy, Salim Karam, Simon Abi Ramia, Alain Aoun, Hikmat Dib, Nadżi Gharios, Fadi Aawar, Artur Nazarian, Talal Erslen, Ziad Aswad, Michel Helo, Issam Sawaya, Emile Rahmeh